# Знакопеременная группа
Знакопеременная группа перестановок (подстановок) степени n —  подгруппа симметрической группы {\displaystyle S_{n}} степени {\displaystyle n}, содержащая только чётные перестановки.
Обычно обозначается  {\displaystyle A_{n}}.

## Свойства
- Индекс подгруппы знакопеременной группы в симметрической равен 2:
{\displaystyle [S_{n}:A_{n}]=2.}
- Знакопеременная группа является нормальной подгруппой симметрической группы (следует из предыдущего утверждения).
- Порядок знакопеременной группы равен:
{\displaystyle |A_{n}|=n!/2.}
- Знакопеременная группа является коммутантом симметрической группы: {\displaystyle [S_{n},S_{n}]=A_{n}.}
- При {\displaystyle n\geq 5} знакопеременная группа {\displaystyle A_{n}} является простой.
- Знакопеременная группа разрешима тогда и только тогда, когда её порядок не больше 4. Точнее, {\displaystyle A_{2}=\{e\},A_{3}\cong \mathbb {Z} _{3},[A_{4};A_{4}]\cong V_{4}} - четверной группе Клейна, а при {\displaystyle n\geqslant 5\ [A_{n};A_{n}]\cong A_{n}}.
- Группа {\displaystyle A_{n}} имеет представление
{\displaystyle A_{n}=\langle s_{3},...,s_{n}|(s_{i})^{3}=1,(s_{i}s_{j})^{2}=1(3\leqslant i\neq j\leqslant n)\rangle }

здесь {\displaystyle s_{i}\to (12i)}.